# مقاطعة أورانج (نيويورك)
مقاطعة أورانج (بالإنجليزية: Orange County)‏ هي إحدى المقاطعات في ولاية نيويورك في الولايات المتحدة الأمريكية.

## أعلام
- ألبرت سميث وايت
- ديفيد موفات
- إي. إتش هاريمان
- جوزيف جونسون
- جيم رينغو
- إدوارد أورتن جونيور